# Antonio Vidović
Antonio Vidović (* 25. Juli 1989 in Vinkovci) ist ein bosnisch-kroatischer Fußballspieler.

## Karriere

### Verein
Vidović begann seine Karriere beim Rennweger SV 1901 in Wien. Zur Saison 2000/01 verließ er Österreich. Im Januar 2008 wechselte er vom HNK Orašje zum NK Čelik Zenica. Im Januar 2009 kehrte er zu Orašje zurück. Mit dem Verein stieg er am Ende der Saison 2008/09 aus der Premijer Liga ab. Zur Saison 2010/11 wechselte er zum Erstligisten NK Zvijezda Gradačac. Für Gradačac kam er zu zwölf Einsätzen in der höchsten bosnischen Spielklasse. Nach einem halben Jahr kehrte er zu Orašje zurück. Zur Saison 2011/12 wechselte er nach Kroatien zum unterklassigen NK Graničar Županja. Im Januar 2013 schloss er sich dem Erstligisten Cibalia Vinkovci an. Für Cibalia kam er aber zu keinem Einsatz in der 1. HNL, aus der er mit dem Verein am Saisonende abstieg.
Daraufhin kehrte er zur Saison 2013/14 ein drittes Mal zu Orašje zurück. Für den Zweitligisten absolvierte er in jener Spielzeit 17 Spiele in der Prva Liga. Zur Saison 2014/15 wechselte er zum FK Jedinstvo Brčko, ehe er in der Winterpause ein viertes Mal nach Orašje wechselte. In den folgenden zwei Jahren absolvierte Vidović für den Verein 49 Zweitligaspiele, in denen er elf Tore erzielte. Im Januar 2017 wechselte er zum Erstligisten NK Metalleghe-BSI. Für Metalleghe kam er zu zwölf Einsätzen in der Premijer Liga, in denen er fünf Treffer machte. Zur Saison 2017/18 kehrte er abermals nach Orašje zurück. In jener Saison kam er zu 26 Zweitligaeinsätzen und erzielte 13 Tore. Zur Saison 2018/19 schloss er sich dem Erstligisten FK Sloboda Tuzla an. Für Tuzla machte er 30 Erstligaspiele, in denen er sieben Tore erzielte.
Zur Saison 2019/20 wechselte er ein sechstes Mal nach Orašje. In einem halben Jahr beim Verein erzielte er zehn Tore in 13 Zweitligaspielen, ehe er in der Winterpause zum Erstligisten FK Zvijezda 09 wechselte. Für Zvijezda kam er bis zum Saisonabbruch zu einem Einsatz. Zur Saison 2020/21 wechselte Vidović zum österreichischen Regionalligisten FC Mauerwerk. Für Mauerwerk absolvierte er sieben Partien in der Regionalliga, in denen er vier Tore machte. Im Januar 2021 kehrte er zum bosnischen Zweitligisten Zvijezda Gradačac zurück. Dort kam er in einem Jahr zu insgesamt 23 Einsätzen in der zweiten Liga, in denen er acht Tore erzielte.
Im Februar 2022 kehrte er zu Mauerwerk zurück. Für die Wiener kam er diesmal zu zehn Einsätzen in der Ostliga. Zur Saison 2022/23 wechselte er innerhalb der Stadt zum viertklassigen Favoritner AC.

### Nationalmannschaft
Vidović spielte zwischen 2006 und 2007 für die bosnische U-19-Auswahl.